# Gullgökbi
Gullgökbi, Nomada fulvicornis, är ett bi i släktet gökbin.

## Beskrivning
Ett getinglikt gökbi som har svart kropp med gula markeringar och övervägande röda ben och antenner. Spetsen på de bakersta skenbenen har 4 till 5 kraftiga taggar. Mellankroppens rygg är gul, med undantag av skutellen, det bakersta partiet, som är svart med två gula fläckar (mindre tydliga hos honan). Bakkroppen har gula fläckar på sidorna av tergiterna 1 till 3. På tergiterna 4 till 5 hos honan, 4 till 6 hos hanen, finns det gula band. Arten har två generationer per år; den tidiga vårgenerationen har ofta röda kanter på de gula markeringarna. Även markeringarna på tergit 1 kan vara röda. Förväxlingsart är fältgökbi, som ofta är svår att skilja från gullgökbi utan lupp. Arten är förhållandevis stor för att vara ett gökbi, med en längd på mellan 10 och 13 mm.

## Ekologi
Habitatet utgörs av skogsbryn och gles skog, gärna tallskog, dikeskanter, flodstränder, trädgårdar och olivlundar, hedar och alvarmark samt ruderat som järnvägsområden. Arten har två generationer per år, en vårgeneration och en sommargeneration med flygtider från mitten av april till juni månad ut, respektive juli till augusti. Arten är polylektisk, den söker föda hos blommande växter från många olika familjer, för vårgenerationens del främst videväxter som viden, korgblommiga växter som maskrosor, rosväxter som slån, och korsblommiga växter som sommargyllen.
Som alla gökbin är gullgökbiet en boparasit; honan lägger ägg i larvceller hos solitära bin som lönnsandbi, troligen rapssandbi, stålsandbi, sotsandbi och kustsandbi När larven kläckts dödar den först värdlarven och lever sedan av det insamlade matförrådet.

## Utbredning
Utbredningsområdet omfattar större delen av Europa österut genom Asien till Japan, samt Nordafrika.
I Sverige finns arten i södra och mellersta delarna av landet, samt längs östkusten upp till Ångermanland. Den saknas i Finland.
Arten är klassificerad som livskraftig ("LC") både globalt och i Sverige.          